# Guillaume Laennec
Pour les articles homonymes, voir Laennec.
Guillaume François Laennec, sieur de La Renardais, usuellement Guillaume Laennec, né le 11 novembre 1748 à Quimper et mort le 8 février 1822 à Nantes, est un médecin français.
Il est l'oncle de René Laennec, inventeur du stéthoscope, à la formation duquel il a contribué.

## Biographie
Guillaume Laennec est le fils de Michel Marie Alexandre Laennec (né le 27 septembre 1714 à Ploaré, décédé le 30 octobre 1782 à Quimper), seigneur de Kerlouannec et de Kerourain, personnalité quimpéroise des années 1760-1770 : avocat au Parlement de Bretagne et conseiller du roi, sénéchal de Locmaria, maire de Quimper de 1763 à 1765, et de Jeanne Catherine Huchet de Kerourain (1724-1753), dame de Bergoët, fille du maire de Quimper.
Guillaume Laennec étudie la médecine à Quimper, puis à Paris et à Montpellier, où il passe son doctorat en 1773. Il séjourne ensuite quelques mois en Angleterre et revient en France en 1774. 
En 1783, à Rennes, il épouse Anne-Marie de Gennes (1763-1822) et s'établit ensuite à Nantes. 
Il a eu quatre fils : 
- Christophe (1785-1858), bâtonnier de l'ordre des avocats de Nantes, recteur de l'académie de Nantes, président de la Société académique de Nantes, époux de Claire Marion de Procé
- Ambroise-François (1790-1839), docteur en médecine, professeur à l'École de médecine de Nantes, gendre de Louis-Hyacinthe Levesque
- Mériadec (1797-1873), médecin, maire de La Chapelle-Basse-Mer et président du conseil général de la Loire-Inférieure, gendre de Pierre-Suzanne Lucas de La Championnière
- Emmanuel (1802-1879), avocat et magistrat, gendre de Julien Fouré

Dans les années 1780, Guillaume Laennec est médecin-chef à l'hôtel-Dieu de la ville, professeur à l'école de médecine de Nantes, puis directeur de cette dernière. Il obtient l'agrégation de médecine en 1785 et devient procureur de l'université de Nantes, puis recteur en 1788.
Impliqué dans la vie politique locale, il est membre de la municipalité de Kervégan en 1790-1791. Au début de la République, il fait partie de celle de René Gaston Baco de la Chapelle, élue en décembre 1792 et dissoute le 9 octobre 1793 par Jean-Baptiste Carrier ; d'orientation girondine, comme la plupart des membres de cette municipalité, il se heurte aux Montagnards à la fin de 1793 et au début de 1794. Son témoignage lors du procès de Carrier en décembre 1794, dans le cadre d'une délégation de Nantais, fait une vive impression sur le Tribunal révolutionnaire.
En 1788, il prend en charge l'éducation de son neveu de Quimper, René Théophile Hyacinthe Laënnec ; de 1795 à 1801, il lui procure un poste dans un hôpital militaire, avant que celui-ci parte poursuivre ses études à Paris.
En 1798, il fait partie des fondateurs de l'Institut départemental des sciences et des arts et en devient vice-président.

## Iconographie
À Nantes, la faculté de médecine conserve son portrait peint par Remi-Fursy Descarsin en 1793.

## Hommages

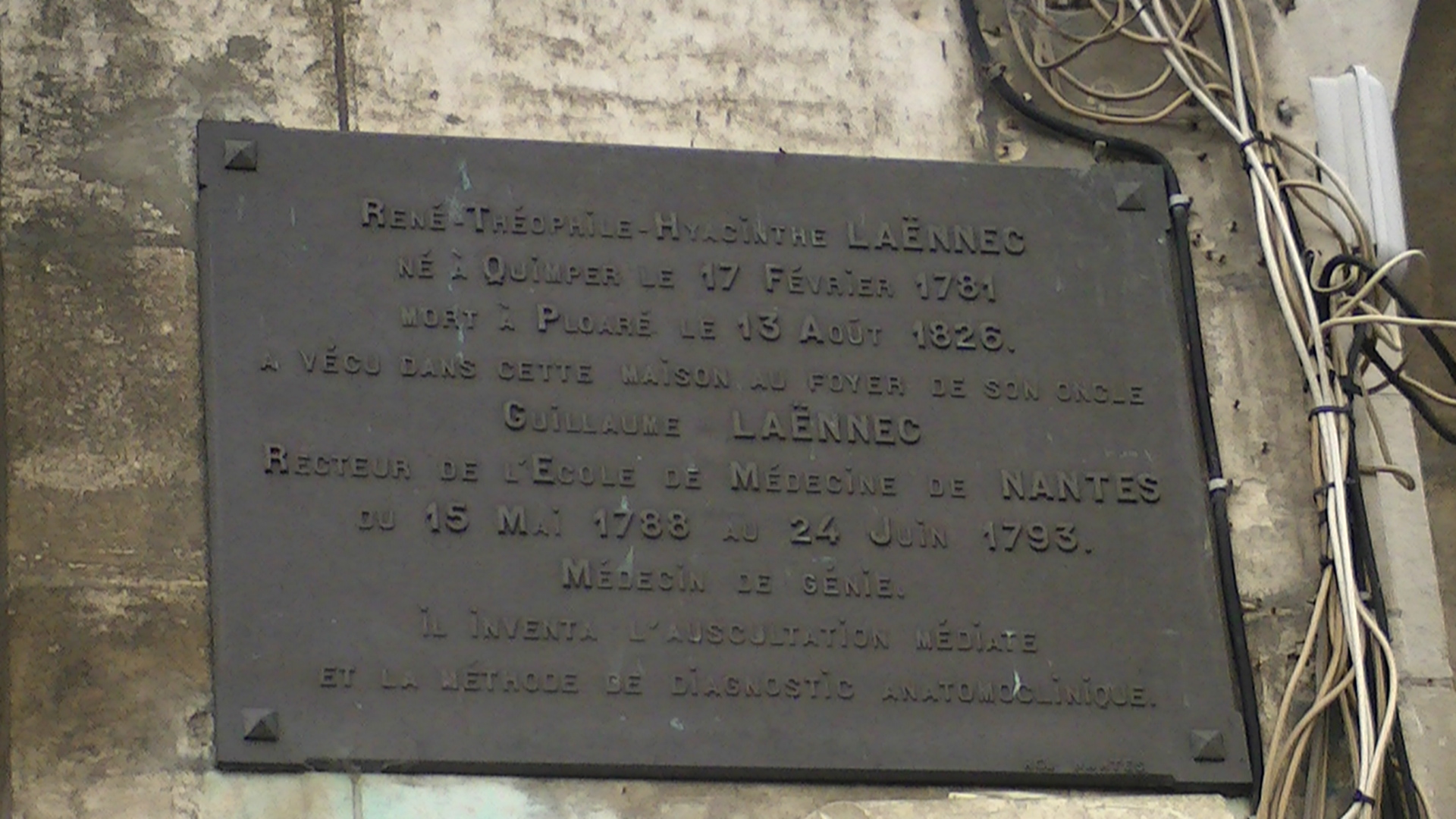
Plaque commémorative.

L'hôpital Guillaume-et-René-Laennec, à Saint-Herblain, dans la banlieue de Nantes, porte son nom, associé à celui de son neveu. Le médaillon situé en dessous du buste en bronze le représentant son neveu situé au nord-ouest de l'Hôtel-Dieu de Nantes, près de la faculté de médecine, le représente également en compagnie de celui-ci.
Une plaque commémorative est située sur la façade de l'immeuble au 5, place du Bouffay de Nantes, son ancien domicile.